# Hypostomus rondoni
Hypostomus rondoni är en fiskart som först beskrevs av Miranda Ribeiro 1912.  Hypostomus rondoni ingår i släktet Hypostomus och familjen Loricariidae. Inga underarter finns listade i Catalogue of Life.